# Ludovica Cavalli
Ludovica Cavalli (Genova, 20 dicembre 2000) è una mezzofondista italiana.

## Biografia
Il suo primo sport è stato il calcio che ha praticato fino ai 13 anni di età, per poi passare all'atletica leggera correndo fin dal 2014 la specialità delle siepi con ottimi risultati a partire dalla categoria allieve.
Cresciuta nelle giovanili della S.S. Trionfo Ligure, dopo aver partecipato a diverse edizioni di campionati europei di categoria under 20 e aver conquistato il 22º e il 15º posto ai campionati europei di corsa campestre rispettivamente nel 2018 e 2019, nel 2021 ha preso parte ai campionati europei indoor di Toruń, non riuscendo però qualificarsi per la finale dei 3000 metri piani. Lo stesso anno, dopo aver conquistato la medaglia d'argento nei 3000 metri piani ai campionati italiani assoluti indoor, si è classificata dodicesima ai campionati europei under 23 di Tallinn nei 1500 metri piani.
Nel 2022 è stata medaglia d'argento dei 1500 metri piani ai campionati italiani assoluti indoor, dove si è anche diplomata campionessa nazionale dei 3000 metri piani. Al termine del 2022 passa sotto la guida dell'olimpionico Stefano Baldini. L'11 febbraio 2023, durante un meeting indoor a Metz, ha corso i 3000 metri piani in 8'44"40, facendo registrare la seconda migliore prestazione italiana di sempre al coperto. Il 2 giugno 2023 corre i 1500 metri al Golden Gala Pietro Mennea firmando il nuovo personale di 4'03"04, tempo valido come minimo di partecipazione per i campionati del mondo di Budapest. Durante la rassegna iridata svoltasi in Ungheria migliora per altre due volte il suo personale sui 1500 metri, firmando un 4'02"03 in semifinale ed un 4'01"84 nella finale, conclusa all'undicesimo posto: in tal modo diventa anche la quarta italiana di sempre sulla distanza.

## Vita privata
Diplomatasi al Liceo di Scienze umane a Genova, attualmente è studentessa di Chimica presso l'Università degli Studi di Modena e Reggio Emilia.
È tifosa della Sampdoria.

## Progressione

### 1500 metri piani
| Stagione | Tempo    | Luogo            | Data      | Rank. Mond. |
| -------- | -------- | ---------------- | --------- | ----------- |
| 2024     | 4'02"05  | Bydgoszcz        | 20-6-2024 |             |
| 2023     | 4'01"84  | Budapest         | 22-8-2023 |             |
| 2022     | 4'05"79  | Sollentuna       | 12-6-2022 |             |
| 2021     | 4'14"14  | Caorle           | 18-9-2021 |             |
| 2020     | 4'15"86  | Correggio        | 13-9-2020 |             |
| 2019     | 4'27"39  | Milano           | 26-4-2019 |             |
| 2018     | 4'34"58  | Boissano         | 5-5-2018  |             |
| 2017     | 4'34"71  | Bressanone       | 4-6-2017  |             |
| 2016     | 4'41'32" | Sesto Fiorentino | 21-5-2016 |             |

### 1500 metri piani indoor
| Stagione  | Tempo   | Luogo  | Data      | Rank. Mond. |
| --------- | ------- | ------ | --------- | ----------- |
| 2023-2024 | 4'07"01 | Madrid | 23-2-2024 |             |
| 2022-2023 | 4'08"00 | Ancona | 18-2-2023 | 26ª         |
| 2021-2022 | 4'18"46 | Ancona | 5-2-2022  |             |
| 2020-2021 | 4'16"41 | Ancona | 6-2-2021  |             |
| 2018-2019 | 4'29"12 | Ancona | 2-2-2019  |             |

### 3000 metri piani
| Stagione | Tempo      | Luogo           | Data       | Rank. Mond. |
| -------- | ---------- | --------------- | ---------- | ----------- |
| 2024     | 8'47"76(i) | Ancona          | 18-2-2024  |             |
| 2023     | 8'44"40(i) | Metz            | 11-2-2023  |             |
| 2022     | 9'05"11(i) | Padova          | 30-1-2022  |             |
| 2021     | 9'05"95(i) | Padova          | 31-1-2021  |             |
| 2020     | 9'19"98    | Alba            | 10-10-2020 |             |
| 2018     | 9'44"12    | Gravellona Toce | 9-6-2018   |             |
| 2016     | 10'31"35   | Savona          | 30-4-2016  |             |

### 3000 metri siepi
| Stagione | Tempo    | Luogo    | Data      | Rank. Mond. |
| -------- | -------- | -------- | --------- | ----------- |
| 2021     | 10'37"91 | Grosseto | 11-6-2021 |             |
| 2019     | 10'25"00 | Borås    | 20-7-2019 |             |
| 2018     | 10'24"41 | Tampere  | 10-7-2018 |             |
| 2017     | 10'46"83 | Genova   | 7-6-2017  |             |

### 5000 metri piani
| Stagione | Tempo    | Luogo    | Data       | Rank. Mond. |
| -------- | -------- | -------- | ---------- | ----------- |
| 2024     | 15'17"88 | Modena   | 22-9-2020  |             |
| 2023     | 15'08"96 | Vienna   | 17-6-2023  |             |
| 2020     | 16'02"63 | Modena   | 18-10-2020 |             |
| 2018     | 17'02"64 | Boissano | 6-5-2018   |             |

## Palmarès
| Anno | Manifestazione          | Sede          | Evento       | Risultato  | Prestazione | Note                          |
| ---- | ----------------------- | ------------- | ------------ | ---------- | ----------- | ----------------------------- |
| 2017 | Europei U20             | Grosseto      | 3000 m siepi | Batteria   | 10'48"28    |                               |
| 2018 | Mondiali U20            | Tampere       | 3000 m siepi | Batteria   | 10'24"41    |                               |
| 2018 | Europei di cross        | Tilburg       | 4,3 km       | 22ª        | 14'23"      |                               |
| 2019 | Europei U20             | Borås         | 3000 m siepi | 6ª         | 10'25"00    |                               |
| 2019 | Europei di cross        | Lisbona       | 4,3 km       | 15ª        | 14'51"      |                               |
| 2021 | Europei indoor          | Toruń         | 3000 m piani | Batteria   | 9'14"85     |                               |
| 2021 | Europei U23             | Tallinn       | 1500 m piani | 12ª        | 4'24"90     |                               |
| 2022 | Giochi del Mediterraneo | Orano         | 1500 m piani | Bronzo     | 4'13"37     |                               |
| 2022 | Europei                 | Monaco        | 1500 m piani | 12ª        | 4'10"93     |                               |
| 2022 | Europei di cross        | Venaria Reale | Corsa U23    | 30ª        | 21'40"      |                               |
| 2022 | Europei di cross        | Venaria Reale | A squadre    | Argento    | 31 p.       |                               |
| 2023 | Europei indoor          | Istanbul      | 3000 m piani | 9ª         | 8'53"97     |                               |
| 2023 | Giochi europei          | Chorzów       | A squadre    | Oro        | 426,5 p.    | [ 6 ] [ 7 ]                   |
| 2023 | Mondiali                | Budapest      | 1500 m piani | 11ª        | 4'01"84     | Miglior prestazione personale |
| 2023 | Mondiali                | Budapest      | 5000 m piani | Batteria   | 15'32"95    |                               |
| 2024 | Mondiali indoor         | Glasgow       | 3000 m piani | 13ª        | 8'48"46     |                               |
| 2024 | Europei                 | Roma          | 1500 m piani | 13ª        | 4'35"60     |                               |
| 2024 | Giochi olimpici         | Parigi        | 1500 m piani | Semifinale | 4'03"59     |                               |
| 2024 | Europei di cross        | Antalya       | Individuale  | 19ª        | 26'42"      |                               |
| 2024 | Europei di cross        | Antalya       | A squadre    | Oro        | 33 p.       |                               |
| 2025 | Europei indoor          | Apeldoorn     | 3000 m piani | 11ª        | 9'07"20     |                               |

## Campionati nazionali
- 1 volta campionessa italiana assoluta dei 1500 metri piani (2022)
- 4 volte campionessa italiana assoluta dei 3000 metri piani indoor (2022, 2023, 2024, 2025)
- 2 volte campionessa italiana assoluta dei 1500 metri piani indoor (2023, 2025)
- 2 volte campionessa italiana assoluta di corsa campestre, cross corto (2022, 2023)
- 2 volte campionessa italiana under 23 dei 1500 metri piani indoor (2021, 2022)
- 2 volte campionessa italiana under 23 dei 3000 metri piani indoor (2021, 2022)
- 1 volta campionessa italiana under 20 dei 3000 metri piani (2018)
- 1 volta campionessa italiana under 18 degli 800 metri piani (2017)
- 1 volta campionessa italiana under 18 dei 1500 metri piani (2017)

2014
- 12º ai campionati italiani cadetti di corsa campestre - 7'24"

2016
- 5ª ai campionati italiani allievi, 1500 m piani - 4'42"54
- Bronzo ai campionati italiani allievi, 2000 m siepi - 7'19"03

2017
- 12ª ai campionati italiani assoluti, 3000 m siepi - 10'52"81
- Oro ai campionati italiani allievi, 800 m piani - 2'19"45
- Oro ai campionati italiani allievi, 1500 m piani - 4'47"61

2018
- Oro ai campionati italiani juniores, 3000 m piani - 10'28"50
- 4ª ai campionati italiani assoluti, 3000 m siepi - 10'32"30

2019
- Argento ai campionati italiani juniores, 1500 m piani - 4'29"12

2020
- 6º ai campionati italiani assoluti indoor, 3000 m piani - 9'34"89
- Argento ai campionati italiani assoluti, 1500 m piani - 4'19"09
- Argento ai campionati italiani assoluti, 5000 m piani - 16'02"63
- Bronzo ai campionati italiani promesse indoor, 3000 m piani - 9'53"08

2021
- Argento ai campionati italiani assoluti indoor, 3000 m piani - 9'16"76
- Bronzo ai campionati italiani promesse, 3000 m siepi - 10'37"91
- Oro ai campionati italiani promesse indoor, 1500 m piani - 4'16"41
- Oro ai campionati italiani promesse indoor, 3000 m piani - 9'19"94

2022
- Argento ai campionati italiani assoluti indoor, 1500 m piani - 4'18"53
- Oro ai campionati italiani assoluti indoor, 3000 m piani - 9'09"52
- Oro ai campionati italiani assoluti, corsa campestre (3km) - 10'02"
- Oro ai campionati italiani assoluti, 1500 m piani - 4'14"14
- Oro ai campionati italiani promesse indoor, 1500 m piani - 4'18"46
- Oro ai campionati italiani promesse indoor, 3000 m piani - 9'12"32

2023
- Oro ai campionati italiani assoluti indoor, 3000 m piani - 9'14"25
- Oro ai campionati italiani assoluti indoor, 1500 m piani - 4'08"00
- Oro ai campionati italiani assoluti di corsa campestre, cross corto 3 km - 10'30"
- Argento ai campionati italiani assoluti, 5000 m piani - 16'09"72
- Bronzo ai campionati italiani assoluti, 1500 m piani - 4'09"79

2024
- Oro ai campionati italiani assoluti indoor, 3000 m piani - 8'47"76
- Bronzo ai campionati italiani assoluti, 1500 m piani - 4'06"79

2025
- Oro ai campionati italiani assoluti indoor, 3000 m piani - 9'03"66
- Oro ai campionati italiani assoluti indoor, 1500 m piani - 4'11"37
- Argento ai campionati italiani assoluti, 1500 m piani - 4'07"91

## Altre competizioni internazionali
2019
- 16ª alla BOclassic ( Bolzano) - 17'23"
- 9ª alla Cinque Mulini ( San Vittore Olona) - 19'06"

2020
- 10ª alla BOclassic ( Bolzano) - 34'59"
- 11ª alla Cinque Mulini ( San Vittore Olona) - 18'49"
- 15ª al Campaccio ( San Giorgio su Legnano) - 21'14"

2022
- 13ª al Golden Gala ( Roma), 1500 m piani - 4'08"39
- 6ª alla BOclassic ( Bolzano) - 16'14"

2023
- Campionati europei a squadre di atletica leggera ( Chorzów)
- 11ª al Golden Gala ( Firenze), 1500 m piani - 4'03"04
- 8ª al Meeting international Mohammed VI d'athlétisme de Rabat ( Rabat), 1500 m piani - 4'04"82
- 5ª alla BOclassic ( Bolzano) - 16'15"
- 7ª al Campaccio ( San Giorgio su Legnano) - 20'03"

2024
- 14ª al Golden Gala ( Roma), 1500 m piani - 4'02"60
- 5ª alla Cinque Mulini ( San Vittore Olona) - 19'13"